# (12) Victoria
Pour les articles homonymes, voir Victoria.
(12) Victoria est un gros astéroïde de la ceinture principale. Il est probablement composé de roches silicates, de nickel et de fer. Victoria fut découvert par John Russell Hind le 13 septembre 1850.

## Dénomination et symbole

Le symbole de Victoria.

Victoria porte le nom de Victoire, déesse romaine de la victoire, mais c'est également le nom de la reine Victoria du Royaume-Uni. La déesse Victoire (Niké pour les grecs) était la fille de Styx par le Titan Pallas. La coïncidence du nom avec celui de la reine alors régnante causa une controverse à l'époque. B. A. Gould, éditeur du prestigieux Astronomical Journal, adopta le nom Clio (maintenant accordé à (84) Clio), proposé comme alternative par le découvreur. W. C. Bond, de l'observatoire de l'université Harvard, alors la plus haute autorité astronomique d'Amérique, considérait la condition mythologique comme satisfaite et le nom donc acceptable. Cette dernière opinion finira par prévaloir.
Comme tous les premiers astéroïdes découverts, Victoria possède un symbole astronomique (voir image ci-contre).

## Description
Des observations radar et d'interférométrie des tavelures montrent que la forme de Victoria est allongée, et on le soupçonne d'être un astéroïde binaire.

## Éphémérides
Victoria a occulté des étoiles à trois reprises.
Dimanche 7 septembre 2014 à 17 h 40, l'astéroïde (12) Victoria est en opposition avec le Soleil (distance au Soleil = 1,898 UA; magnitude = 9,0).